# Limnephilus alexanderi
Limnephilus alexanderi là một loài Trichoptera hóa thạch trong họ Limnephilidae.